# Biglietto lupo
Biglietto lupo è una traduzione letterale del termine in lingua russa in russo волчий билет?, un'espressione colloquiale per indicare una versione di un documento con clausole restrittive rispetto al documento completo, ad esempio chi lo possedeva era considerato un non residente entro un raggio di 100 km delle principali città. Il termine rimase in uso in molti dei paesi dell'ex blocco comunista e di solito era utilizzato per influenzare negativamente la carriera delle persone non gradite.
Originariamente il termine è stato usato nella Russia imperiale per indicare un documento rilasciato in sostituzione al passaporto a persone che hanno avuto una proroga semestrale dal katorga o dall'esilio, per la risoluzione delle vicende personali. Più tardi, si intendeva un certificato limitato per il completamento degli studi. A differenza di un regolare diploma agli studenti con il Biglietto Lupo non era permesso sostenere gli esami, per motivi di poco studio o comportamenti impropri. In Polonia, per esempio, dopo gli eventi del marzo del 1968, alcuni studenti partecipanti hanno ricevuto un "biglietto lupo" nella forma di un divieto di studiare ovunque in Polonia.